# Edmundo da Veiga
Edmundo da Veiga (Aracaju, 11 de maio de 1869 – Rio de Janeiro, 2 de maio de 1946) foi um advogado e político brasileiro.
Filho de Francisco Luís da Veiga e de Ricardina Eugênia Cobra da Veiga. Casou em dezembro de 1895 com Maria da Conceição Pena, filha de Afonso Pena, de quem foi secretário quando este assumiu a Presidência do Brasil em 1906 até morrer em 1909, pedindo então exoneração do cargo. Foi também secretário do presidente Artur Bernardes, de 1922 a 1926.